# Temazepam
Temazepam (Restoril - 15 mg/30 mg i Normison) hipnotik je srednje brzine dejstva. On je 3-hidroksi derivat iz benzodiazepinske klase psihoaktivnih lekova. Temazepam je odobren za kratkotrajne tretmane insomnije. Pored toga, temazepam ima anksiolitička, antikonvulsivna, i miorelaksantna svojstva.

## Spoljašnje veze
- Архивирано на веб-сајту  (1. новембар 2012)

|  | Molimo Vas, obratite pažnju na važno upozorenje u vezi sa temama iz oblasti medicine (zdravlja). |